# Horská služba (Czechy)

Logo

Pogotowie Górskie Republiki Czeskiej (Horská služba ČR) – czeska organizacja zajmująca się ratownictwem górskim. W Polsce jej odpowiednikiem jest Górskie Ochotnicze Pogotowie Ratunkowe, a na Słowacji – ochotnicza Tatranská horská služba, Horská záchranná služba oraz Horská služba na Slovensku.

## Historia
Początkowo pomocy w górach w razie wypadków udzielali przewodnicy, ale taka pomoc na dłuższą metę była niewystarczająca. Na powołanie jednej zorganizowanej formacji turyści musieli czekać aż do 1935, kiedy powołano w Karkonoszach Horské služby. Uruchomiono także 5 pierwszych placówek ratowniczych w terenie.
II wojna światowa przerwała działalność ratowników, ale już w 1945 reaktywowali się pod nazwą Horská záchranná služba (HZS). Oprócz sekcji karkonoskiej powstały też kolejne, w innych pasmach górskich: w Jesionikach i Szumawie (1948), Górach Orlickich (1949), Beskidach (1951), Górach Izerskich (1954) i Rudawach (1955).
Na polecenie władz w 1954 doszło do połączenia służb czeskich (Horské záchranné služby) i słowackich (Tatranské horské služby). Powstała jedna Horská služba (w praktyce czeskie służby wchłonęły słowackie). W 1969, w famach federalizacji państwa czechosłowackiego doszło do podziału organizacji na część czeską i słowacką, a w 1993 po rozpadzie Czechosłowacji odłączyły się słowackie sekcje.
Od 1990 poszczególne czeskie sekcje terenowe działały właściwie samodzielnie, tworząc Sdružení horských služeb ČR. Od 2001 sekcje zmieniły nazwę na Horská služba České republiky, potem w 2004 na Horská služba ČR i ponownie jako całość pomagają i ratują turystów na terenach górskich w całym kraju. Siedzibą jest Szpindlerowy Młyn.
Na Słowacji w 2003 rozpoczęła działalność Horská záchranná služba z siedzibą w Popradzie. Działają tam również dwie inne organizacje ratownictwa górskiego: Horská služba (z podziałem na sekcje) oraz Tatranská horská služba, działająca tylko w Tatrach.

## Horská službawspółcześnie

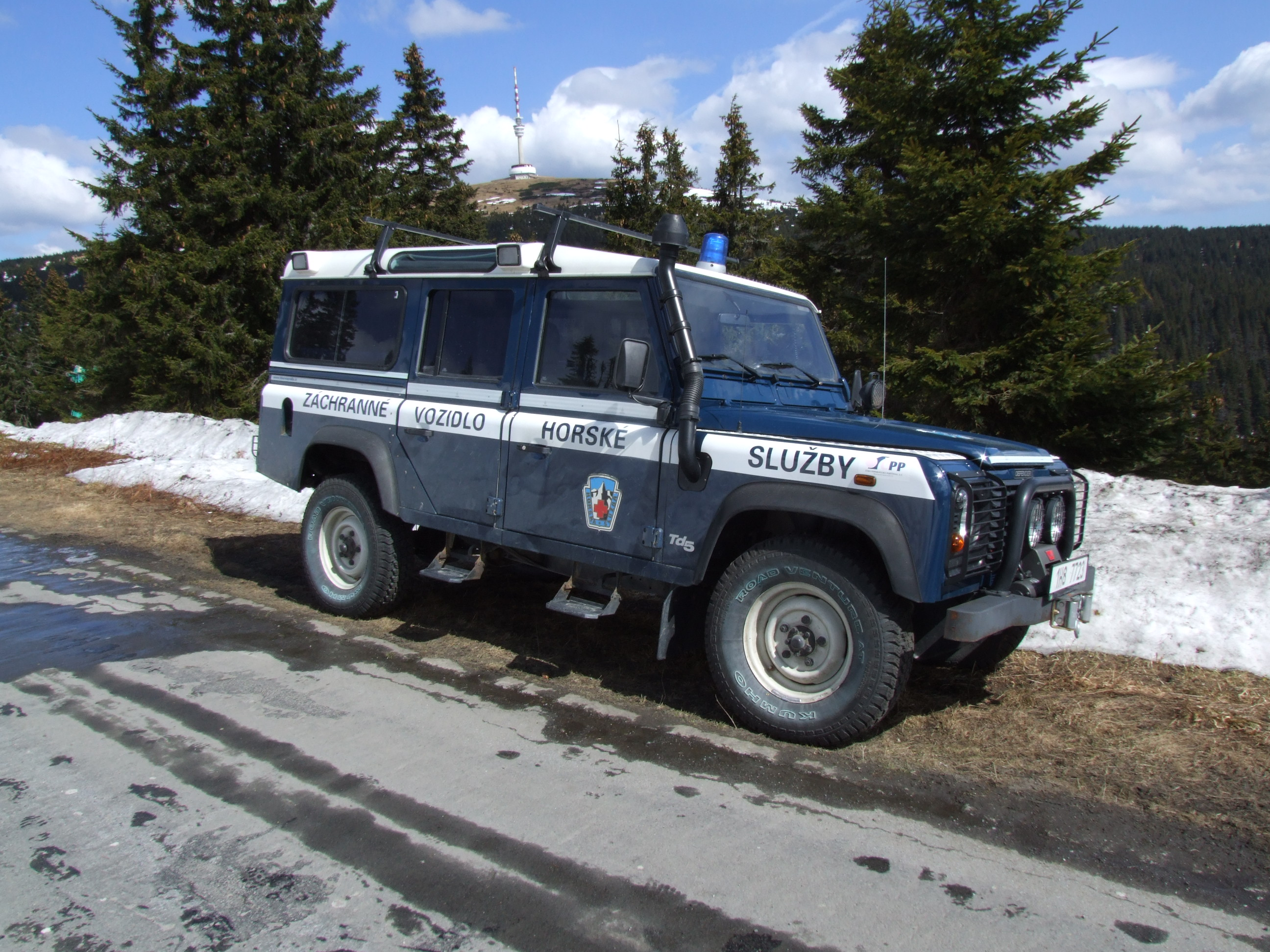
Samochód Horskiej služby pod Pradziadem

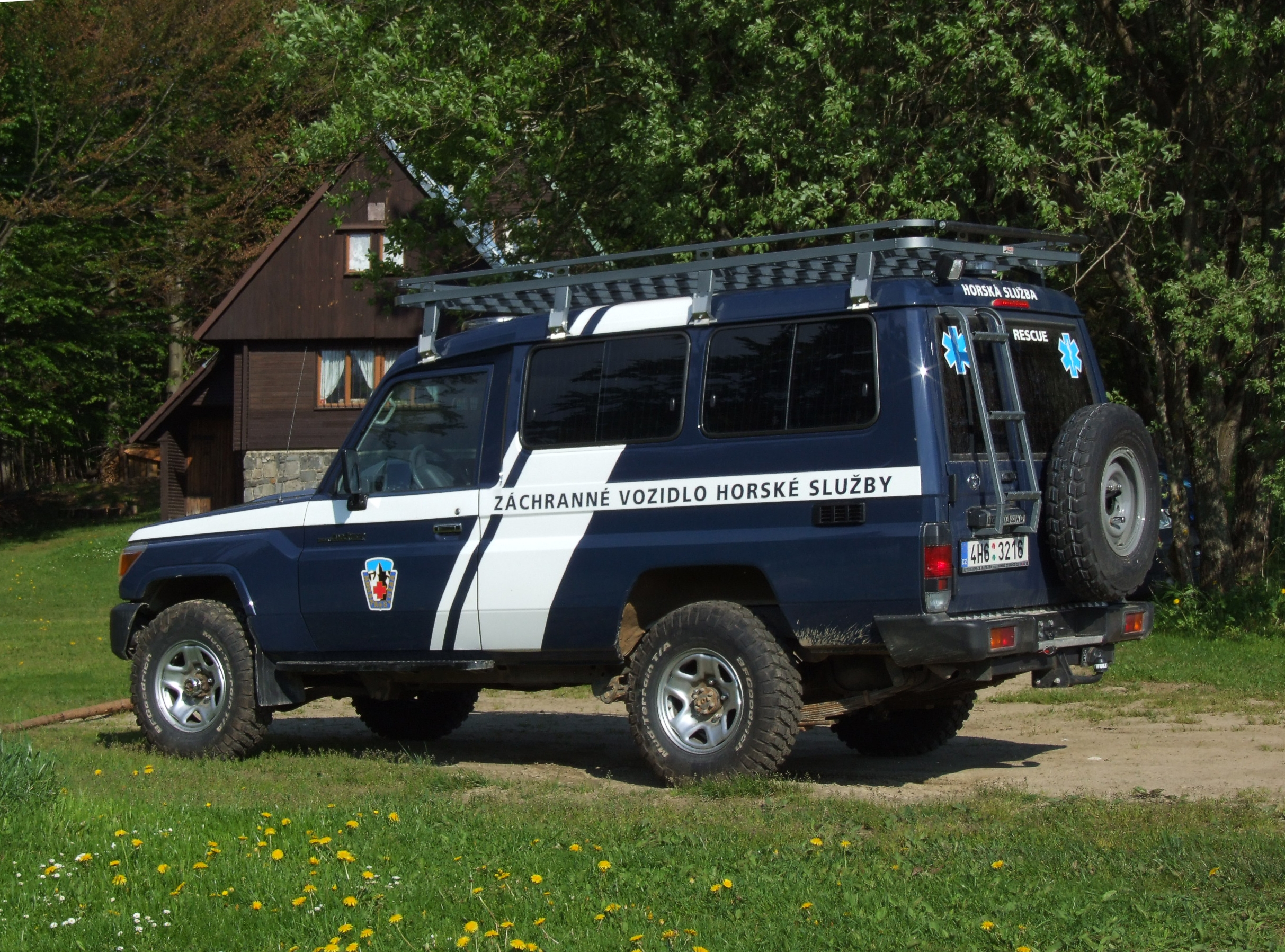
Samochód ratowniczy w Ramzovej

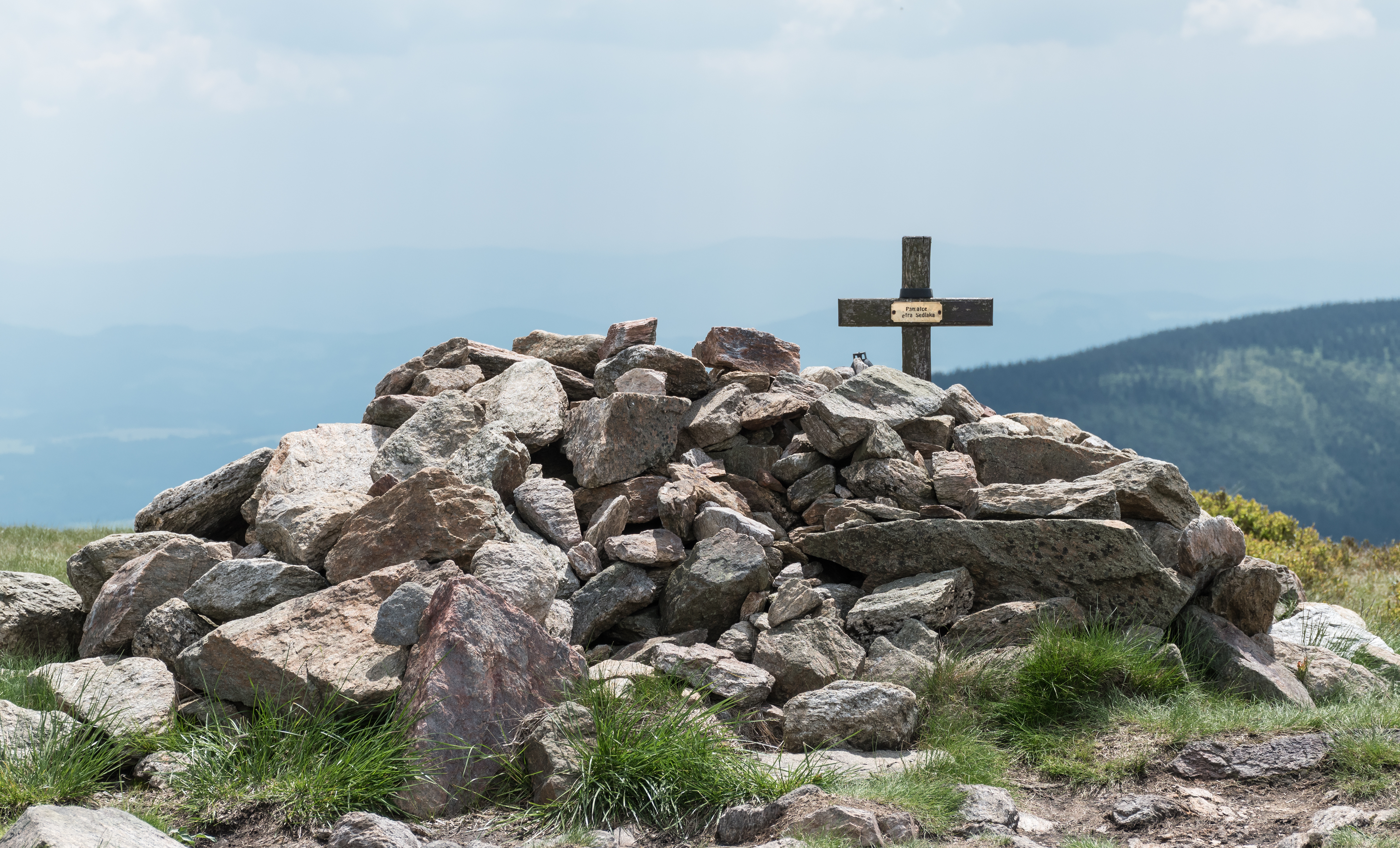
Krzyż pamięci ratownika Horskiej služby Petra Sedlaka, który zginął w Masywie Śnieżnika niosąc pomoc turystom

Horská služba zatrudnia ponad 100 zawodowych ratowników, którym pomaga ponad 350 ochotników. Rocznie interweniuje w około 7300 przypadkach. Od 15 grudnia 2012 wprowadzono na terenie całych Czech jednolity numer, z którego rozmowa będzie automatycznie przekierowana do dyspozytora właściwego obszaru górskiego.

## Placówki według pasm górskich

### Karkonosze
- Špindlerův Mlýn – siedziba główna i sekcji karkonoskiej

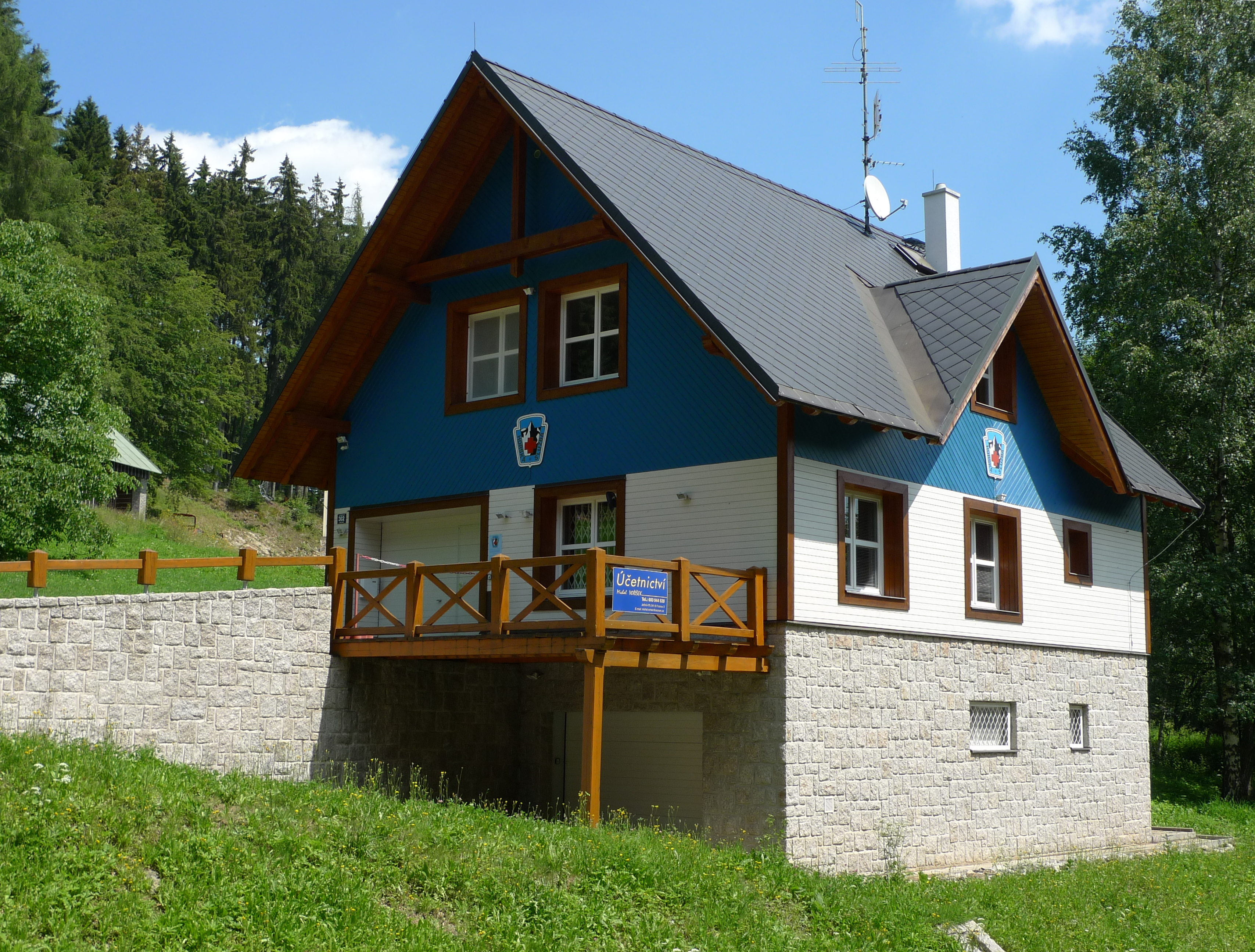
Placówka w Janskich Laznach

- Harrachov
- Rokytnice nad Jizerou
- Studenov
- Strážné
- Pec pod Sněžkou
- Luční bouda

Tylko w zimie:
- Benecko
- Černý Důl
- Janské Lázně
- Pomezní Boudy (Malá Úpa)
- Žacléř
- Velká Úpa

### Góry Izerskie
- Bedřichov, siedziba sekcji
- Ještěd
- Severák
- Špičák
- Jizerka

### Rudawy
- Boží Dar, siedziba sekcji
- Bouřňák
- Bublava
- Klínovec
- Klíny
- Pernink
- Telnice

Tylko w lecie:
- Tisá

Weekendowe:
- Český Jiřetín
- Komáří vížka
- Měděnec
- Nové Hamry

### Szumawa
- Železná Ruda, siedziba sekcji
- Zadov
- Kramolín

Weekendowe:
- Kubova Huť

### Góry Orlickie
- Deštné v Orlických horách, siedziba sekcji
- Říčky
- Čenkovice

### Jesioniki

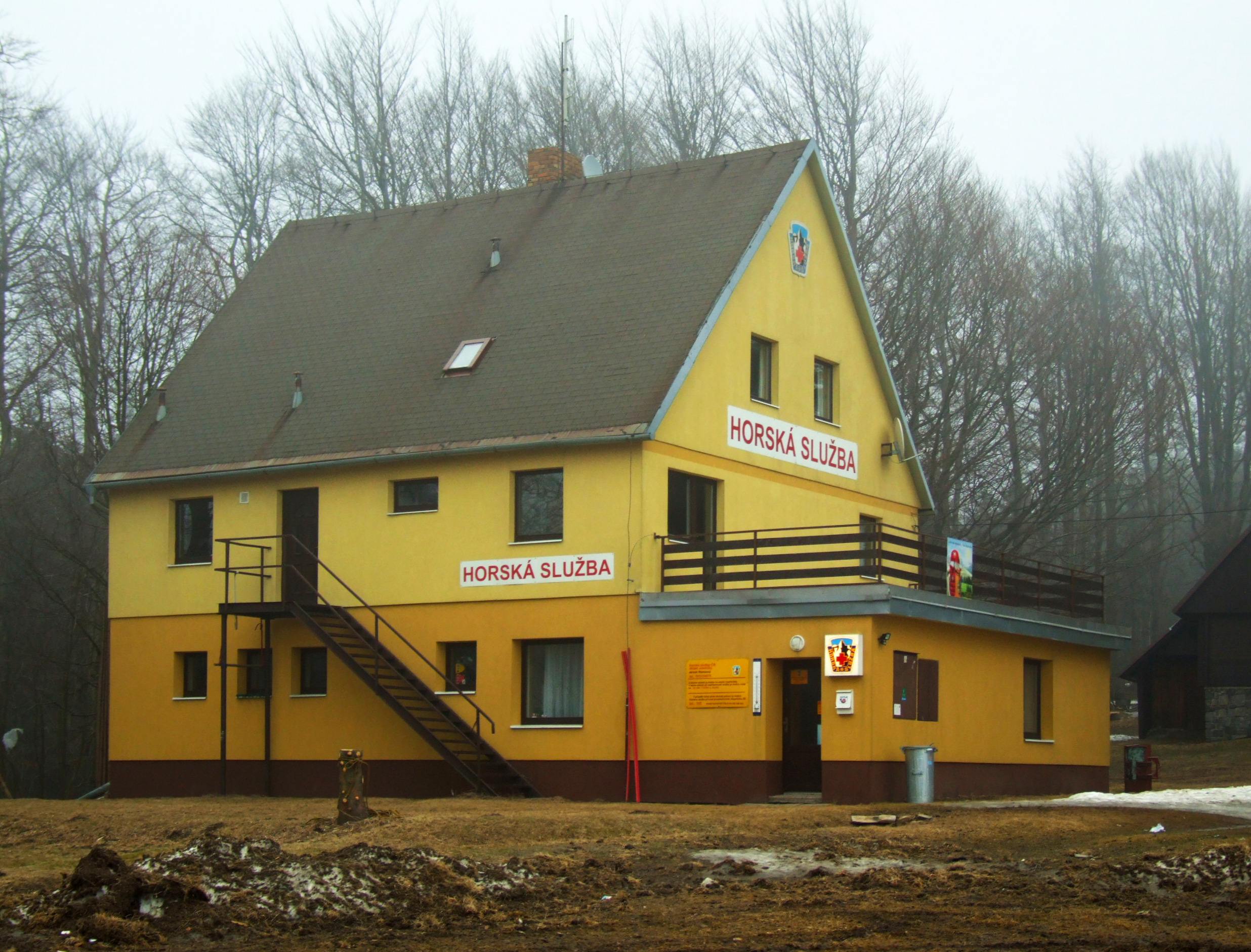
Placówka w Ramzovej

- Červenohorské sedlo, siedziba sekcji
- Velké Vrbno
- Ovčárna
- Karlov pod Pradědem
- Ramzová
- Petříkov
- Skřítek
- Horní Morava

### Beskidy
- Frýdlant nad Ostravicí, siedziba sekcji
- Wielki Połom
- Javorový
- Gruň
- Pustevny
- Soláň
- Kohútka

Weekendowe:
- Lysá hora
- Radhošť